# Gesta Danorum

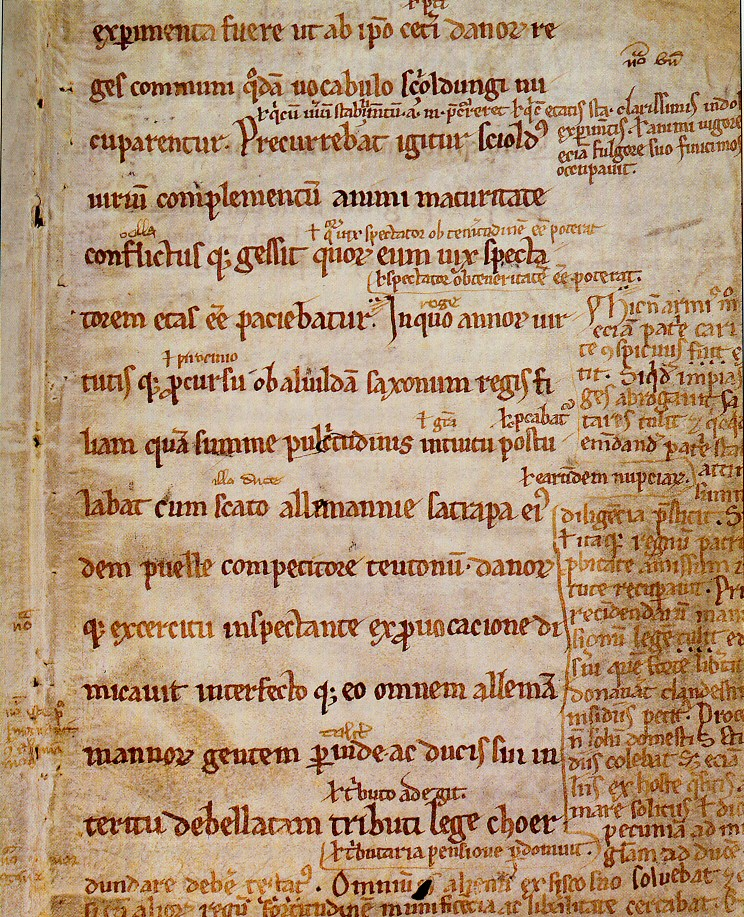
Gesta Danorum (Angerský fragment), první strana

Gesta Danorum („Činy Dánů“) je latinsky psaná národní kronika dánského historika Saxona Grammatica z 12. století. Jedná se o nejvýznamnější literární pramen o raně středověkém Dánsku, ale obsahuje také řadu informací o dějinách Polabských Slovanů, Pomořanů, Lotyšska a Estonska.
Skládá se z šestnácti knih sepsaných na objednávku arcibiskupa Absalona. Z větší části se jedná o prozaické dílo, pouze občas se objevuje poesie. Prvních devět knih čerpá ze severské mytologie a končí vládou Gorma Starého, prvního historicky doloženého krále Dánska. Další knihy se již zabývají historickými událostmi a poslední tři popisují dánské dobytí jižního pobřeží Baltského moře během války proti Polabským Slovanům, jež byla součástí Severních křížových výprav.